# Chiesa di San Rocco (Belluno)
La chiesa di San Rocco è un luogo di culto cattolico della città di Belluno, nell'omonima provincia, nella diocesi di Belluno-Feltre. La chiesa era connessa al convento dei cappuccini, attuale Centro Giovanni XXIII.

## Storia
La costruzione della chiesa di San Rocco venne decisa con un voto del 1530 in onore di San Rocco (la cui stata si trova al centro della facciata, l'unica che emerge, alta ed elegante) perché patrono e guaritore degli appestati, essendo stata la città colpita da tale flagello. L'edificio venne aperto successivamente al culto nel 1561, e poi venne affidata ai cappuccini dal 1605 al 1769, che abitarono pure il piccolo convento che si trovava sulla sinistra della chiesa, ed eressero una grande croce di larice nella piazza antistante, a ricordo della loro venuta e della loro predicazione.
Dopo il 1769, quando Venezia fece partire i cappuccini, la chiesa venne affidata alla Congregazione di San Rocco, mentre nel 1806 la chiesa fu chiusa dai napoleonici e passò così al Demanio. L'intero stabile della chiesa venne acquistato dalla contessa Elisabetta Agosti nel 1856; la stessa ordinò un restauro e fece riaprire la chiesa al culto. Nel 1860 la chiesa fu affidata a don Antonio Sperti, che svolse una fervida opera di soccorso sociale avendo aperto nei locali dell'ex convento un orfanotrofio maschile e femminile. Nel 1924 l'intero complesso fu affidato ai salesiani dal vescovo Giosuè Cattarossi, che ressero la chiesa fino al 1957. In quest'anno la chiesa e tutto il complesso furono luogo di un ultimo restauro e vennero assunti dalla Diocesi, che ne fece l'attuale Centro Giovanni XXIII.

## Architettura

### Esterno
La chiesa ha un aspetto rinascimentale, ed è stata costruita usando la pietra di Castellavazzo. La facciata si può dividere orizzontalmente in tre parti. La parte inferiore ha tre archi a tutto sesto con due colonne centrali e pilastri laterali che sostengono volte a crociera quadrata. Sulla destra, dove insiste una delle volte, si trovava fino all'Ottocento un'altra piccola chiesa, sede della sopra citata Congregazione, mentre sulla sinistra l'attuale edificio conserva il soffitto a volte gotiche dove si trovava la foresteria dei Cappuccini.
La zona intermedia è abbellita da due finestre allungate, con interposta una nicchia tutta in pietra, che custodisce la statua di San Rocco, e una lapide murata, che ne riassume tutta la storia. L'incisione è questa:
La zona superiore è a timpano di forma curvilinea, rinforzato da volute laterali barocche e da lesene legate al marcapiano superiore. L'insieme è leggermente sbilanciato dalle fasce verticali esterne, differenti sia negli archi che nelle finestre e nelle balaustre. Il pilastro laterale di sinistra porta lo stemma del rettore veneto Giovanni Francesco Salomon, che portò a termine la chiesa, mentre quello di destra porta lo stemma della città di Belluno.

### Interno
All'interno la chiesa possiede un'unica navata con volte a botte a profilo semicircolare. Se si guarda l'insieme architettonico vengono evidenziate le linee del Rinascimento, con toni pacati e alquanto pesanti, ma questi, nell'analisi particolare degli elementi, risultano forme nervose di compressione degli spazi. Gli altari mostrano manomissioni dovute alla sostituzione dei materiali nei restauri avvenuti.
L'abside, rialzata rispetto alla navata, è divisa in tre parti, di cui la centrale è maggiore rispetto alle altre due, e con arco a tre fornici a tutto sesto. Ogni parte ha un cielo a botte, con quello centrale più alto, con archi in pietra di Castellavazzo, la stessa usata per il marcapiano che corre su tutto il perimetro, compresi i fori per le finestre e gli altarini. Si può ipotizzare che lo stesso lavoro fosse stato riservato per l'antica balustra del coro, che ora è stata soppressa e della quale restano ai lati dell'abside dei rosoni in legno.
La navata a pareti speculari rispetto alle finestre e agli altarini sopra citati, scarsamente illuminata lateralmente, dal 1939 al luglio 2012 è stata rivestita da una fascia di marmo di colore grigio, poco conforme al resto della chiesa.
Sulla spaziosissima cantoria che sovrasta il porticato di piazza dei Martiri vi è un organo della ditta Ruffatti.

### Opere d'arte
Nella zona inferiore della parete esterna possiamo notare due dipinti, sui due lati dell'ingresso: uno è La Crocifissione con i santi Rocco e Sebastiano, l'altro la Vergine con i santi Cosma e Damiano. Le opere furono erroneamente attribuite ad Antonio da Tisoi, mentre invece sono di un ignoto pittore del Cinquecento, del quale comunque si sottolinea lo stile tutt'altro che volgare. Sopra la porta si può inoltre notare una lunetta in rame sbalzato dove è riprodotta l'iconografia di Belluno nel Cinquecento, a volo d'uccello.
Internamente, sulle pareti, spicca la tela dell'Estasi di San Francesco del pittore Gaspare Diziani, datata 1727: riproduce una versione su tela analoga di Sebastiano Ricci, anche se Diziani non dimentica, soprattutto nelle tinte fredde e verdastre, il suo primo maestro Antonio Lazzarini. La pala di San Girolamo Emiliani è del pittore Luigi Speranza. Il grande tabernacolo dell'altare maggiore è opera dello sculture Valentino Panciera Besarel e può essere posto cronologicamente nel periodo di formazione dell'artista. La retrostante pala dell'Assunzione è opera del 1609 di fra Santo di Venezia. L'altare di sinistra ospita una pala di Luigi Cima che rappresenta San Giovanni Bosco: è l'immagine ufficiale scelta dai salesiani per la canonizzazione del santo. Sull'altare di destra si trova la pala di Maria Ausiliatrice del pittore Antonio Duodo, datata 1942.